# Monsieur La Souris
Pour les articles homonymes, voir Monsieur La Souris (roman de Simenon).
Pour plus de détails, voir Fiche technique et Distribution.
Monsieur La Souris est un film français réalisé par Georges Lacombe en 1942 d’après le roman éponyme publié en 1938 par Georges Simenon.

## Synopsis
Antonin Ramatuel, devenu clochard à la suite d'une déception amoureuse, connu sous le nom de « Monsieur La Souris », joue occasionnellement au portier devant le cabaret parisien Le Gai Moulin. Un soir, il ouvre la portière d'une voiture stationnée non loin de l'entrée : son conducteur en tombe mort. Courant chercher le jeune Émile, chasseur du cabaret, la voiture redémarre comme si de rien n'était à l'arrivée des deux hommes. Peu après, à nouveau seul, Monsieur La Souris trouve un portefeuille à l'emplacement du stationnement et, après avoir demandé conseil à son compère « Monsieur Cupidon », décide de dissimuler sa trouvaille. Bientôt, les journaux annoncent la disparition du financier Edgard Negretti. Les policiers mènent l'enquête : l'inspecteur Lognon et le commissaire Lucas sont intrigués par le comportement du clochard et soupçonnent l'entourage du disparu, en l'occurrence son frère Simon, sa pupille Dora, son secrétaire particulier Frédéric Muller, ainsi que Christian Osting, auquel il venait de vendre ses parts dans la société présidée par son frère…

## Fiche technique
- Titre : Monsieur La Souris
- Réalisateur : Georges Lacombe
- Assistant-réalisateur : Gilles Grangier
- Adaptation et dialogue : Marcel Achard, d'après le roman de Georges Simenon
- Musique : Georges Auric
- Décorateur : Jacques Krauss
- Photographie : Armenise et Bourgoin[2]
- Monteur : Raymond Leboursier
- Son : Putel
- Directeur de production : Édouard Lepage
- Producteur : Roger Richebé, pour sa société de production (Les Films Roger Richebé)
- Format : Noir et blanc
- Pays :  France
- Genre : comédie de mœurs / Film policier
- Durée : 98 minutes
- Date de sortie : 
  - France : 14 octobre 1942 (Paris)
- Affiche : Bernard Lancy (France)

## Distribution
| Acteurs crédités (dans l'ordre d'apparition au générique) - Raimu : Antonin Ramatuel / Monsieur La Souris - Aimé Clariond : Simon Negretti - Bergeron : l'inspecteur Lognon - Paul Amiot : Le commissaire Lucas - Pierre Jourdan : Frédéric Muller - Melrac : Jim - Jo Dervo : Fred - Micheline Francey : Lucile Boisvin - Marie Carlot : Dora - Charles Granval : Laborde - Gilbert Gil : Christian Osting - Aimos : Monsieur Cupidon | Acteurs non crédités (sélection) - Paul Demange : Le mari de la dame du café - Émile Genevois : Émile, le chasseur - Paulette Langlais : La jeune femme se faisant cirer les chaussures - Robert Le Fort : Le garçon de café - Made Siamé : La dame du café |

ANECDOTES
l’utilisation  de timbres rares pour cacher une fortune, et même le marché aux timbres  des jardins des Champs-Elysees, seront repris  dans le film américain "Charade" de Stanley Donen, de 1963.